# Un sport et un passe-temps
Un sport et un passe-temps est un roman de l'écrivain américain James Salter paru en 1967 sous le titre originel anglais A Sport and a Pastime. L'action se déroule en France.